# Concepción Teresa Alzola
Concepción Teresa Alzola (Marianao, 1930-Miami, 26 de febrero de 2009) fue una escritora y folklorista cubana. Autora de libros especializados, desempeñó el cargo de presidenta de la Asociación de Hispanistas de las Américas.
Los fondos literarios de Alzola, (Concha Alzola Collection) se encuentran en la Cuban Heritage Collection, de la Universidad de Miami, Florida. 

## Obras
- Folklore del niño cubano, tomo I : Formas cantadas, Universidad Central de las Villas, 1961[3].
- Folklore del niño cubano, tomo II : Juegos, Universidad Central de las Villas, 1962.
- Cinco aproximaciones a la narrativa hispanoamericana contemporánea. Madrid : Playor, 1977.
- Verba cubanorum : el habla popular cubana en "De dónde son los cantantes" de Severo Sarduy. Madrid : Playor, 1977.
- "La persona Severo Sarduy", in Epitafios, de S Sarduy, Miami : Ediciones Universal, 1994, p 57-65.